# Osádka
Osádka es un municipio del distrito de Dolný Kubín en la región de Žilina, Eslovaquia, con una población estimada a final del año 2024 de 175 habitantes.
Se encuentra ubicado en el centro de la región, cerca del curso alto del río Váh (cuenca hidrográfica del Danubio) y de la frontera con la República Checa y Polonia.

## Demografía
| Año        | 1994 | 2004     | 2014    | 2024     |
| ---------- | ---- | -------- | ------- | -------- |
| Población  | 157  | 140      | 141     | 175      |
| Diferencia |      | −10,82 % | +0,71 % | +24,11 % |

| Año        | 2023 | 2024    |
| ---------- | ---- | ------- |
| Población  | 176  | 175     |
| Diferencia |      | −0,56 % |